# Kosazka Sloboda (Krywyj Rih)
Kosazka Sloboda (ukrainisch Козацька Слобода, bis 26. September 2024   Persche Trawnja, ukrainisch Перше Травня, zu Deutsch in etwa: „Erster Mai“) ist ein 1923 gegründetes Dorf in der ukrainischen Oblast Dnipropetrowsk mit etwa 440 Einwohnern (1. April 2013).

## Geographie
Das Dorf liegt im Norden des Rajon Krywyj Rih 20 km nördlich vom ehemaligen Rajonzentrum Sofijiwka. 3,5 km südlich der Ortschaft bei der Siedlung Potozke befindet sich eine Bahnstation an der Bahnstrecke Krywyj Rih–Jassynuwata der Prydniprowska Salisnyzja.
Die Gemeinde grenzt im Norden an den Makorty-Stausee und den Rajon Pjatychatky, im Osten an die Gemeinden Kudaschiwka und Pokrowka des Rajon Krynytschky, im Süden an die Gemeinden Saporiske und Marje-Dmytriwka sowie im Osten an die Gemeinde Ordo-Wassyliwka.

## Verwaltungsgliederung
Am 22. August 2017 wurde das Dorf ein Teil der neugegründeten Landgemeinde Dewladowe, bis dahin bildete es zusammen mit den Dörfern Andrijiwka (ukrainisch Андріївка), Hanno-Mykolaiiwka (ukrainisch Ганно-Миколаївка), Juschne (ukrainisch Южне), Krynytschuwate (ukrainisch Криничувате), Ljube (ukrainisch Любе), Makorty, Nowa Sorja (ukrainisch Нова Зоря), Oleksandriwka (ukrainisch Олександрівка) und Werbowe (ukrainisch Вербове) sowie der Ansiedlung Potozke (ukrainisch Потоцьке) die gleichnamige Landratsgemeinde Persche Trawnja (Першотравенська сільська рада/Perschotrawenska silska rada) im Norden des Rajons Sofijiwka.
Am 17. Juli 2020 kam es im Zuge einer großen Rajonsreform zum Anschluss des Rajonsgebietes an den Rajon Krywyj Rih.
Am 19. September 2024 unterstützte die Werchowna Rada die Umbenennung des Dorfes Persche Trawnja in Kozatska Sloboda. Die Umbenennung trat am 26. September 2024 in Kraft.